# El Prat (Sant Agustí de Lluçanès)
El Prat és una masia de Sant Agustí de Lluçanès (Osona) inclosa a l'Inventari del Patrimoni Arquitectònic de Catalunya.

## Descripció
Gran casal de teulada a dues vessants. La portalada principal és adovellada; a la dovella central hi ha la data 1511 i un escudet del 1649. Totes les finestres són de pedra treballada. Davant la casa hi ha una llissa al voltant de la qual hi ha un safareig, un abeurador i corts. Davant la façana principal i a l'altre costat de la llissa hi ha una masoveria; a la façana lateral dreta quatre finestres, tres de pedra treballada i a dalt tres arcades. A la façana lateral esquerra hi ha galeries. A l'entrada de la llissa hi ha la data 1758.